# Арбастан
Арбастан (перс. ارباستان) — село в Ірані, у дегестані Шірджу-Пошт, у бахші Рудбоне, шагрестані Ляхіджан остану Ґілян. За даними перепису 2006 року, його населення становило 778 осіб, що проживали у складі 211 сімей.

## Клімат
Середня річна температура становить 14,84 °C, середня максимальна – 28,72 °C, а середня мінімальна – 0,58 °C. Середня річна кількість опадів – 1155 мм.
| Клімат поселення                              | Клімат поселення | Клімат поселення | Клімат поселення | Клімат поселення | Клімат поселення | Клімат поселення | Клімат поселення | Клімат поселення | Клімат поселення | Клімат поселення | Клімат поселення | Клімат поселення | Клімат поселення |
| Показник                                      | Січ.             | Лют.             | Бер.             | Квіт.            | Трав.            | Черв.            | Лип.             | Серп.            | Вер.             | Жовт.            | Лист.            | Груд.            |                  |
| Середній максимум, °C                         | 9,34             | 9,64             | 12,10            | 17,79            | 21,90            | 25,76            | 28,72            | 28,42            | 25,41            | 21,09            | 16,44            | 12,28            |                  |
| Середня температура, °C                       | 4,95             | 5,25             | 7,71             | 13,39            | 17,53            | 21,39            | 24,60            | 24,32            | 21,31            | 17,00            | 12,34            | 8,19             |                  |
| Середній мінімум, °C                          | 0,58             | 0,89             | 3,33             | 9,02             | 13,14            | 16,99            | 20,53            | 20,23            | 17,22            | 12,90            | 8,24             | 4,10             |                  |
| Норма опадів, мм                              | 107              | 90               | 85               | 44               | 45               | 33               | 32               | 61               | 137              | 215              | 171              | 135              |                  |
| Середньомісячна швидкість вітру, м/с          | 2.40             | 2.50             | 2.50             | 2.42             | 2.40             | 2.70             | 2.60             | 2.30             | 2.15             | 2.10             | 2.09             | 2.20             |                  |
| Середньомісячна сонячна радіація, кДж/м²·день | 7057             | 9095             | 11026            | 15456            | 19709            | 21681            | 22344            | 18623            | 15179            | 10807            | 8634             | 6679             |                  |
| --------------------------------------------- | ---------------- | ---------------- | ---------------- | ---------------- | ---------------- | ---------------- | ---------------- | ---------------- | ---------------- | ---------------- | ---------------- | ---------------- | ---------------- |
| Джерело:                                      |                  |                  |                  |                  |                  |                  |                  |                  |                  |                  |                  |                  |                  |